# Syntrichia epilosa
Syntrichia epilosa là một loài Rêu trong họ Pottiaceae. Loài này được (Broth. ex Dusén) R.H. Zander miêu tả khoa học đầu tiên năm 1993.